# Tricerma crassifolium
Tricerma crassifolium är en benvedsväxtart som beskrevs av Frederik Michael Liebmann. Tricerma crassifolium ingår i släktet Tricerma och familjen Celastraceae. Inga underarter finns listade.